# Tom Purdom
Thomas Edward Purdom, dit Tom Purdom, né le 19 avril 1936 à New Haven dans le Connecticut et mort le 14 janvier 2024, est un écrivain américain de science-fiction.

## Biographie
Diplômé en sciences sociales, Tom Purdom a principalement travaillé comme professeur à Philadelphie, où il a emménagé dès 1954. 
Il s'est marié en 1960. 
Il est veuf et au moment de son décès vivait toujours à Philadelphie.
Le thème qu'il préfère est l'adaptation à la technologie.
Son roman court Fossil Game a été nommé en 2000 pour le prix Hugo de la meilleure nouvelle longue.

## Œuvres

### Romans
1. (en) I Want the Stars, 1964
2. (en) The Tree Lord of Imeten, 1966
3. (en) Five Against Arlane, 1967
4. (en) Reduction in Arms, 1967
5. (en) The Barons of Behavior, 1972

Dans les romans 2, 3 et 5 précités, il campe un héros s'opposant à un dictateur, dans un cadre dont il soigne la cohérence technologique.

### Nouvelles traduites en français
- Sordman le Protecteur, 1971 ((en) Sordman the Protector, 1960)
- Lieuvert, 1971 ((en) Greenplace, 1964)